# Omans flag
Omans flag består af tre striber (hvid, grøn og rød) med en rød stolpe til venstre, som indeholder Omans nationalvåben. Det hvide står for fred og velstand, det grønne for frugtbarhed og de grønne bjerge, og det røde for kampe mod udenlandske invasionsmagter. Det røde er også farven i det landets tidligere flag, fra den gang det var kendt som sultandømmet Muskat.

## Galleri
- Sultanatet Omans flag
- Omans flag fra 1970 til 1985
- Omans flag fra 1985 til 1995
- Sultanatet Muskats flag
- Omans nationalvåben.

- Wikimedia Commons har flere filer relateret til Omans flag

| Flag | Spire Denne artikel om flag eller vexillologi er en spire som bør udbygges. Du er velkommen til at hjælpe Wikipedia ved at udvide den. |